# Ács István (politikus)
Ács István (Nádudvar, 1928. szeptember 18. – Debrecen, 2018. július 22.) magyar jogász, politikus, Debrecen tanácselnöke (1966–1989).

## Életpályája
1928. szeptember 18-án született Nádudvaron. Édesapja a Debreceni Vagongyár asztalosmunkása volt. Kilencen voltak testvérek. Hajdúszoboszlón négy polgári iskolát, 1960 és 1962 között Tanácsakadémiát végzett, 1965-ben jogi diplomát szerzett.
Polgári iskolai tanulmányai befejezése után 1943. augusztus 24-én a Nádudvari Községi Elöljáróságnál kezdett el dolgozni, előbb mint közellátási kisegítő, majd mint jegyzőgyakornok. 1948. december 14-től mint vezető jegyző dolgozott 1950. május 1-jén történt katonai bevonulásáig. 1951. május 1-jétől sorkatonaként, majd hivatásos tisztként szolgált. 1957 februárjában saját kérelmére leszerelt.
1957. március elsején lépett Debrecen város szolgálatába mint a tanácselnök személyi titkára. A Tanácsakadémia elvégzése után 1960. szeptember 1-jétől 1962. február 23-ig a Debreceni II. kerületi tanács végrehajtó bizottságának elnöke volt. 1962. február 23-tól 1966. október 11-ig Debrecen megyei jogú város végrehajtó bizottsági elnökeként dolgozott. 1966. október 11-én megválasztották a városi tanács elnökévé. Ezt a tisztséget 1989. december 31-ig – saját kérésére történt nyugdíjazásáig – töltötte be.
Tanácselnöksége alatt épült több mint 20.000 lakás, néhány áruház és a vásárcsarnok Debrecenben. Csakúgy, mint a Zeneművészeti Főiskola, a Kölcsey Művelődési Központ, az Újkerti Nevelési Központ és a Medgyessy Múzeum. Szintén ebben az időszakban épültek az első iskolai uszodák, a sportcsarnok és az új gyógyfürdő. Elkészült a homokkerti felüljáró, elindult az első trolibusz, és kihelyezték a Debrecen–Füzesabony-vasútvonal és Debrecen–Tiszalök-vasútvonalközös szakaszát, valamint elkezdődött a Kálvin téri bevásárlóközpont építése.
1989-től kezdődően, nyugdíjas évei alatt minden idejét családjának és kedvenc hobbijainak, a kertészkedésnek és barkácsolásnak szentelte. 2018. július 22-én hunyt el szeretett városában, Debrecenben.

## Társasági tagságai
- A Minisztertanács Tanácsi Hivatala Koordinációs Bizottságának tagja
- A Magyar Urbanisztikai Társaság alelnöke, a Városok Tagozatának vezetője
- A Tanácsi „Önkormányzatok” Országos Szövetsége jogutódjának tiszteletbeli elnöke
- A Testvérvárosok Világszövetségének Végrehajtó Bizottságának tagja

## Elismerései
- Debrecen díszpolgára (1989)